# Flamear

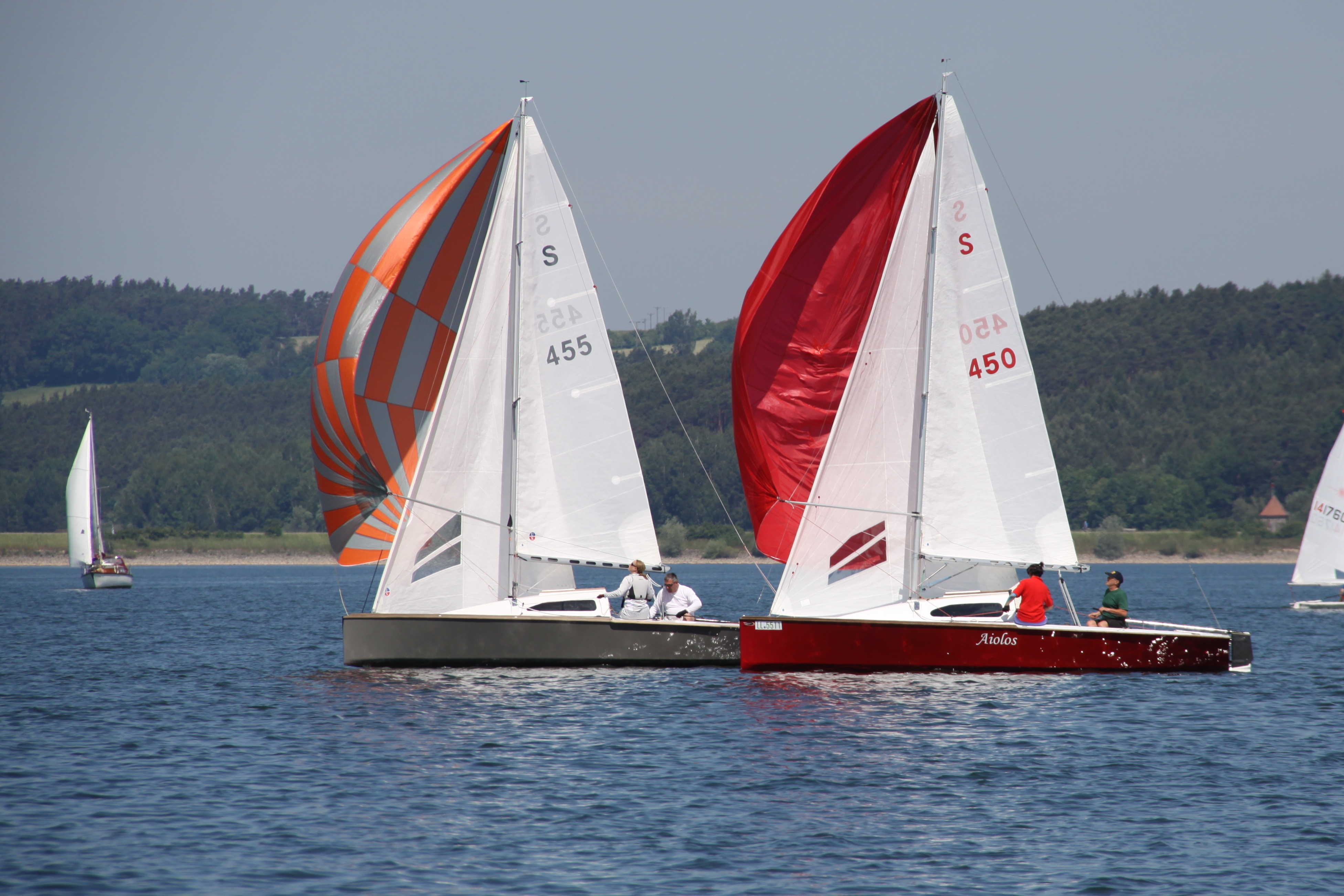
Velas flameando

Se denomina flamear a la acción de ondear u ondular una vela o todas las de un aparejo por estar al filo del viento. Lo mismo se dice de una bandera, grímpola, etc. 
También se dice relingar cuando se habla de velas en cuyo caso tiene relación o equivalencia con tremular y con preflamear, y tratándose de banderas, es lo que comúnmente se dice batir y tremolar, aunque por este último verbo se entiende con más expresión la acción de flamear, bien pronunciada o de modo que la bandera esté bien desplegada o extendida por el viento. 
Algunos diccionarios lo hacen también equivalente a tocar, cerdear y batir e incluso, a pairar. Finalmente, Fernández Navarrete extiende el significado de flamear, explicándolo como tocar y zapatear la vela contra el palo. 